# 练习曲作品10第2号 (肖邦)

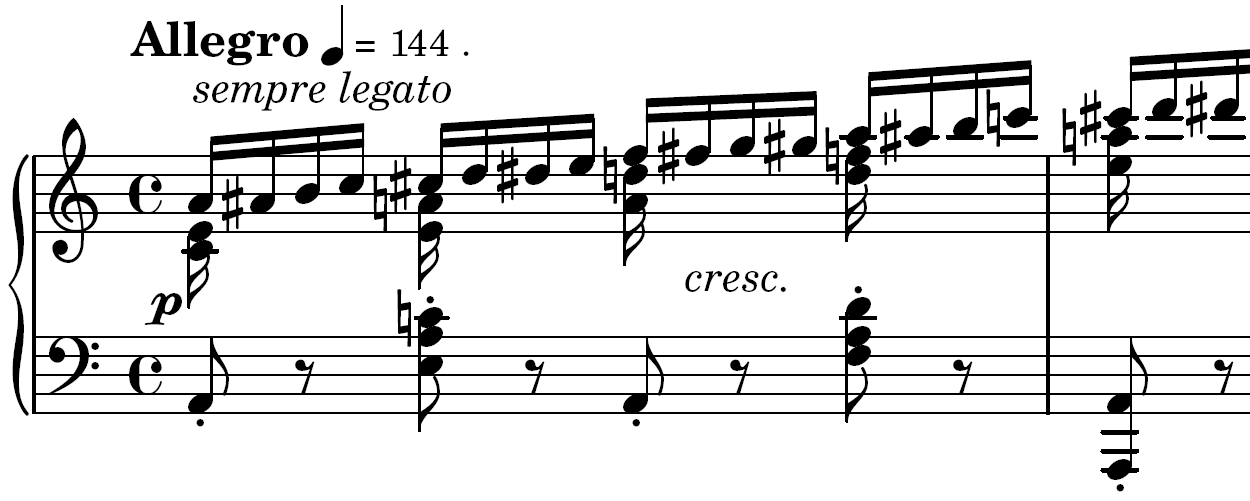
练习曲作品10第2号前几小节的乐谱

练习曲作品10第2号（民间简称“蚂蚁爬树练习曲”或“半音练习曲”）是弗雷德里克·肖邦为钢琴而作的一首a小调练习曲，与第一首练习曲同时于1829年11月创作并同时于1833年发表。 这首练习曲主要训练3、4、5指演奏半音阶的技巧。

## 背景及训练技巧
在17世纪，在演奏音阶时使用大拇指一般是禁止的，随着时间的转变，作曲家渐渐意识到练习半音阶的重要性，但是这些作曲家们一般是用1、2、3指演奏，这就导致了演奏者的4、5指（无名指和小拇指）缺乏独立性。即使在现代，许多教材建议的半音阶的指法仍不包括4、5指。这首练习曲让右手的3、4、5指演奏半音阶，让1、2指演奏伴奏性质的双音，对比很要求手腕的控制的第一号练习曲，主要练习的是手指的独立性。
作品10的第一首练习曲的调性为C大调，而此练习曲的调性为a小调，是前一首练习曲的关系小调，一篇学术论文指出，虽不像巴赫的平均律键盘曲集那样完美，肖邦写作的24首练习曲大致都按照关系大小调排列。因为此曲训练技巧的特殊性，肖邦亲自编写了详细的指法。

## 结构
此曲速度为快板（肖邦写的节拍器标记为=144），拍号是
拍，情绪比较忧郁。中段由第25小節的F大調開始，經由g小調之後轉至原調a小調。这首练习曲让右手的3、4、5指快速演奏半音阶，大部分时间里1、2指每一拍演奏一次带伴奏性质的双音。左手是轻巧的低音与和弦的交替，少数地方有八度双音，最后一小节结束在平行大調A大调的主和弦上。肖邦在谱面上要求演奏者做持续的连奏（sempre legato）。此曲在整套肖邦练习曲中难度较高，甚至有些学者（如伊西多尔·菲利普）认为它是肖邦练习曲（甚至所有练习曲）中最难的。

## 改编
利奥波德·戈多夫斯基的为肖邦练习曲而作的练习曲集第三首把此曲改编成左手独奏，第四首把旋律给左手演奏，并让右手弹持续的八分音符。

## 演奏
除了如阿尔弗雷德·科尔托等录制过肖邦24首练习曲全集的钢琴家录制过此曲的演奏之外，中国钢琴家王羽佳12岁时在《中国杰出音乐少年》专辑中、郎朗13岁时在一次音乐会中也演奏过此曲。
此曲是第17届蕭邦國際鋼琴比賽初赛规定必弹的练习曲之一，其他两首分别是作品25第11號和作品25第6号 ，但在第18届比赛中取消了该规定。